# Mr. Lucky
Mr. Lucky é um filme estadunidense de 1943, do gênero romântico, dirigido por H.C. Potter e estrelado por Cary Grant e Laraine Day. Conta a história da atração entre um apostador obscuro e uma rica socialite nos dias anteriores à entrada dos Estados Unidos na Segunda Guerra Mundial.

## Elenco
- Cary Grant como Joe Adams/"Joe Bascopolous"
- Laraine Day como Dorothy Bryant
- Charles Bickford como Hard Swede
- Gladys Cooper como Capitã Veronica Steadman
- Alan Carney como "Crunk"
- Henry Stephenson como Mr. Bryant, avô de Dorothy
- Paul Stewart como Zepp
- Kay Johnson como Mrs. Mary Ostrander
- Walter Kingsford como Comissário Hargraves
- Erford Gage como Henchman
- Florence Bates como Mrs. Van Every

## Recepção
O filme foi popular e teve lucro de US$ 1.603.000.